# Airyanem Vaejah

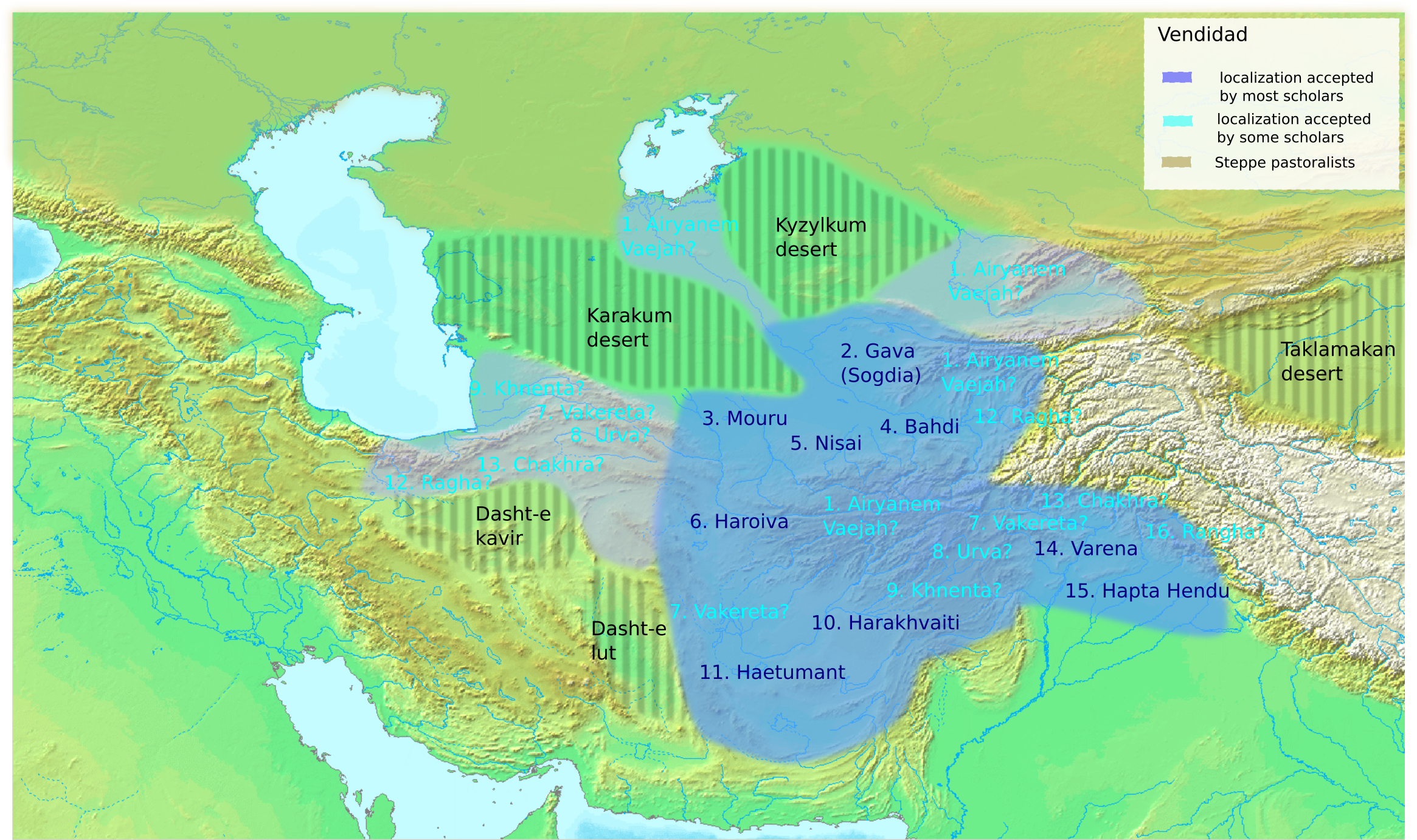
Cette image montre les régions mentionnées dans les écrits Zoroastriens du Vendidad. Les divergences de points de vue universitaires sont indiqués par couleur.

L'Airyanem Vaejah ou Airyana Waejah (Expansion Aryenne) était la terre légendaire du peuple Aryen (Indo-iraniens), tel que décrite dans l'Avesta, livre sacré des Zoroastriens.
L'Airyanem Vaejah aurait été située entre le Caucase et l'Asie du Sud. Les tribus aryennes s'y seraient séparées en deux groupes, certains restant sur le plateau iranien (Iran et Afghanistan) alors que le reste serait déplacé vers l'actuel nord de l'Inde[réf. nécessaire].
Zoroastre décrit  dans l'Avesta qu'il vécut dans Airyanem Vaejah. Plus tard, quand Cyrus Ier établit son empire, il l'appela l'Empire perse, du nom de son clan. Cependant, depuis la période Sassanide, quand le Zoroastrisme était religion d'état, le nom "Iran Shahr", "Aryanam" ou Iran (terre des Aryens) a été utilisé. Cette utilisation s'est faite également durant l'Antiquité pour désigner la région s'étalant sur toute l'Afghanistan actuel, l'Ariana ou Aryana.
Des experts comme Bahram Farahvashi et Nasser Takmil Homayoun pensent que Airyanem Vaejah était centré autour du Khwarezm, qui est maintenant partagé entre les républiques d'Asie centrale.
Aussi, selon Michael Witzel, Airyanem Vaejah se situait au centre des 16 terres mentionnées dans le Vendidad: une zone correspondant aujourd'hui au centre de l'Afghanistan (autour de la province de Bamiyan).